# RS01

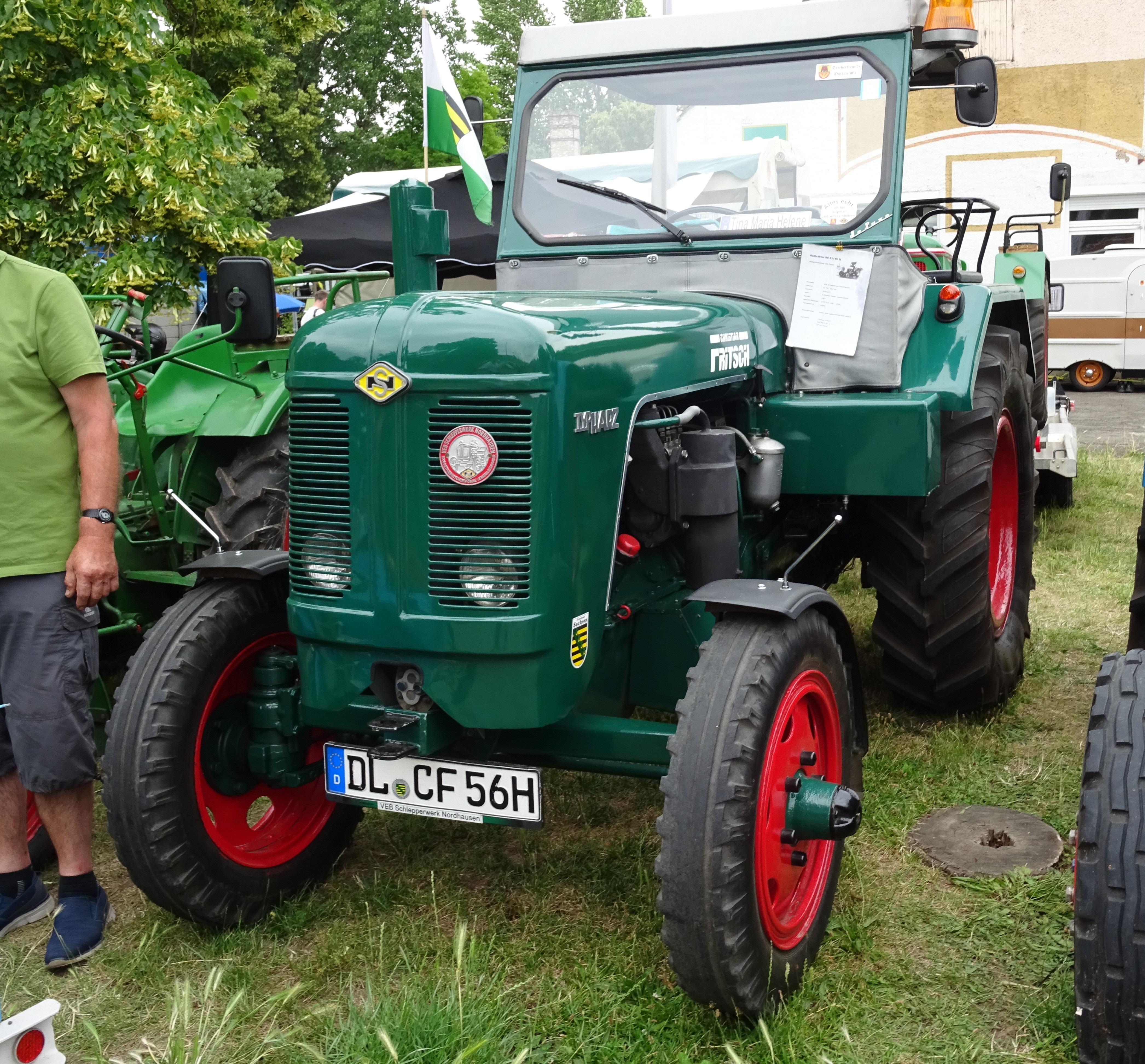
Typ Harz, ebenfalls 2023 in Markkleeberg

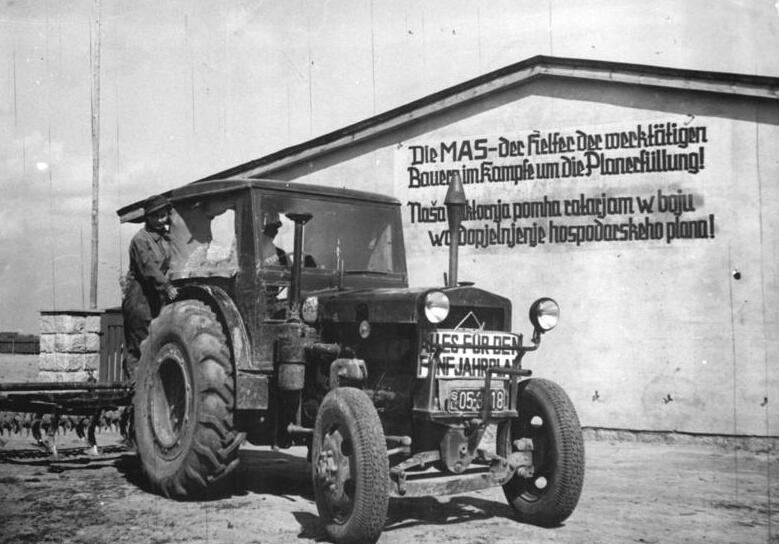
Pionier auf der deutsch-sorbischen MAS in Panschwitz

Der Traktor RS 01/40 mit dem Markennamen Pionier ist der erste in Großserie in der DDR gebaute Schlepper. Er wurde anfangs im VEB HORCH Kraftfahrzeug- und Motorenwerke Zwickau produziert, später im neu gegründeten Volkseigenen Betrieb (VEB) Schlepperwerk Nordhausen. Die Technik geht auf eine Vorkriegsentwicklung der Fahrzeug- und Motoren-Werke in Breslau zurück, wo in den 1930er Jahren die ersten Exemplare unter dem Namen FAMO XL vom Band liefen. Eine weiterentwickelte Version mit dem Typnamen Harz wurde 1957 vorgestellt, verkaufte sich aber nicht ansatzweise so gut.

## Geschichte
Nachdem in Schönebeck durch ehemalige Mitarbeiter der FAMO-Werke (Breslau) die Konstruktionsunterlagen des FAMO-Schleppers XL überarbeitet und den gegebenen Fertigungsmöglichkeiten angepasst worden waren, wurde das Horchwerk in Zwickau mit der Produktionsausführung beauftragt, da in Schönebeck noch keine Fertigungseinrichtungen zur Verfügung standen. Auf der Leipziger Messe wurde 1949 ein gefertigter Schlepper noch mit FAMO-Emblem ausgestellt. Nach vorliegenden Angaben sollen in Zwickau von 1949 bis 1950 2250 Maschinen hergestellt worden sein. Ab 1950 wurde die Produktion in das Schlepperwerk Nordhausen verlagert. Der Schlepper hieß nun RS 01/40 Pionier und wurde bis 1956 gebaut. Ab 1957 wurde der Schlepper in einer überarbeiteten Variante gefertigt und hieß nun RS 01/40-II Harz. Die Produktion lief 1958 nach 2175 gebauten Harz-Exemplaren aus. Durch die Einstellung der Produktion entstand eine Lücke in der 40-PS-Leistungsklasse, die erst wieder Anfang der 1960er-Jahre durch den RS14/40 geschlossen wurde.

## Technik
Den RS01 in rahmenloser Blockbauweise mit hinterer Starrachse und blattgefederter Pendelachse vorn gibt es mit oder ohne Fahrerkabine. Der flüssigkeitsgekühlte Vierzylinder-Reihenmotor, ein Dieselmotor mit Vorkammereinspritzung des Typs 4F 145 BE, leistet aus rund 5 Litern Hubraum 29,4 kW (40 PS). Zum leichteren Anlassen mit der Handkurbel wird mit Benzin gestartet und nach dem Anspringen auf Dieselkraftstoff umgeschaltet. Die Kraft wird über eine Einscheibentrockenkupplung auf ein mechanisches Fünfganggetriebe mit Rückwärtsgang übertragen. Gebremst wird mit einer Innenbackenbremse, die auf die Hinterräder wirkt. Die Handbremse ist eine auf das Getriebe wirkende Bandbremse. Zur Kraftabnahme hat der Pionier eine fahrkupplungsabhängige Wegezapfwelle mit einer Drehzahl von 540 min−1. Als optionales Extra war ein Riemenscheibenantrieb verfügbar. Ab 1953 wurde ein neuer 5-Liter-Motor des Typs 4F 145 DL eingebaut. Anstelle der Vorkammer- kam nun eine Wirbelkammereinspritzung zum Einsatz und anstatt der Anlasskurbel gab es eine mit Druckluft (pneumatisch) betriebene Startanlage, die das Anlassen mit Dieselkraftstoff ermöglicht.
Der ab 1957 gebaute Typ Harz ist eine Weiterentwicklung des Pioniers. Dieser basiert zwar im Wesentlichen auf dem Pionier, wurde aber in vielen Punkten umfassend überarbeitet. Ein erneut überarbeiteter Motor des Typs 4F 145 DE mit Wirbelkammereinspritzung kommt zum Einsatz. Er leistet 31 kW/42 PS. Die komplizierte Startanlage wurde durch einen elektrischen 24-V-Anlasser ersetzt. Die Getriebeabstufungen wurden verändert. Für Anbaugeräte ist ein Dreipunktkraftheber verfügbar.
Ein Schwachpunkt des Schleppers ist die Lenkung, die bei Lenkeinschlag blockieren kann. Hervorgerufen wird dies durch verschlissene Fahrwerksteile.

## Technische Daten

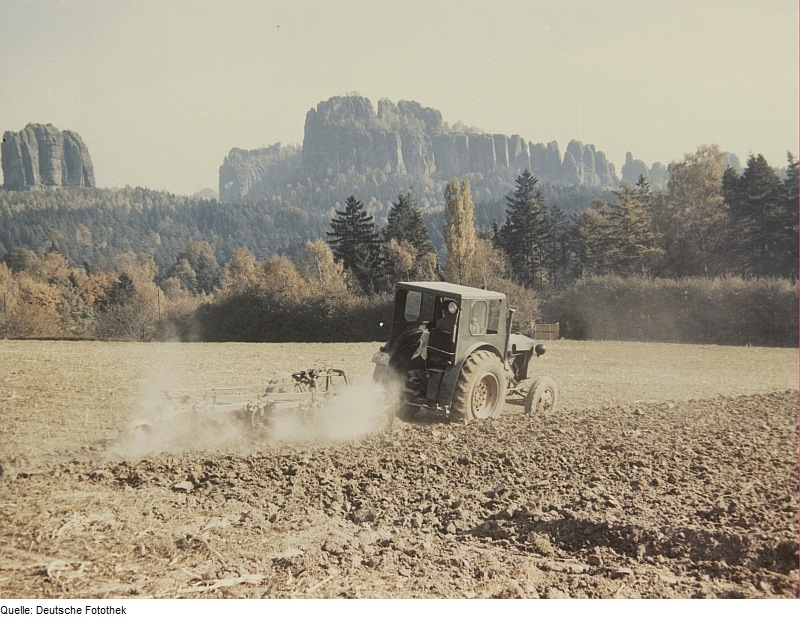
RS01 Pionier beim Pflügen; im Hintergrund sind der Falkenstein und die Schrammsteine zu sehen.

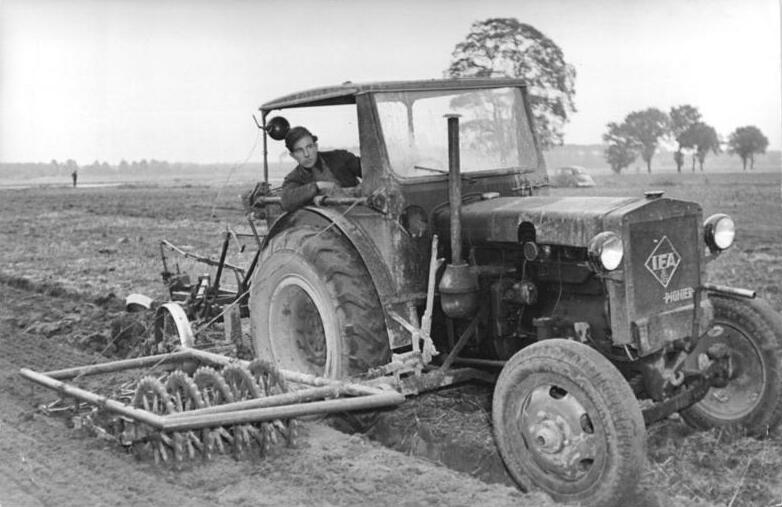
RS01 Pionier bei der Feldarbeit

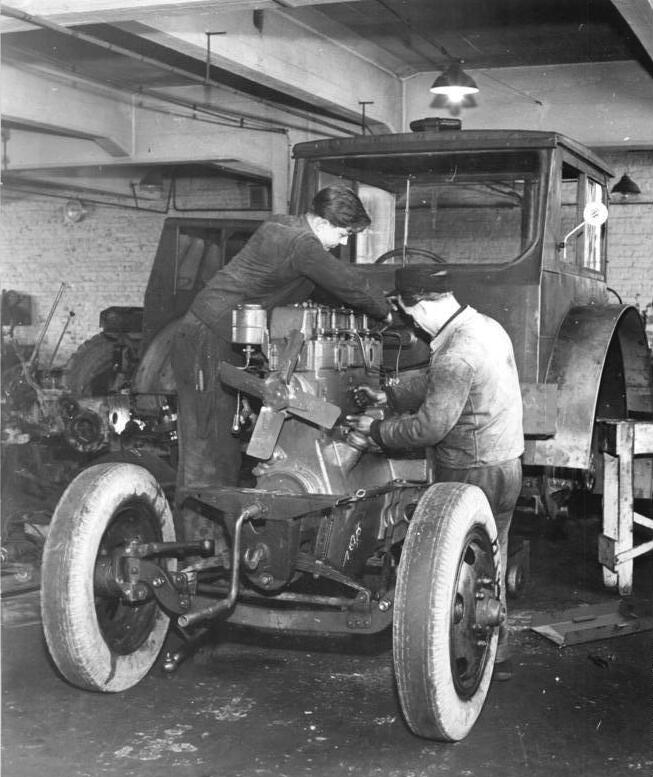
Gut sichtbarer Motor eines RS01

|                                 | RS 01/40 Pionier                                | RS 01/40 Pionier                                | RS 01/40-II Harz                                |
| Motor                           | Motor                                           | Motor                                           | Motor                                           |
| ------------------------------- | ----------------------------------------------- | ----------------------------------------------- | ----------------------------------------------- |
| Bauzeit                         | 1949–1953                                       | 1953–1956                                       | 1957–1958                                       |
| Motor                           | 4F 145 BE                                       | 4F 145 DL                                       | 4F 145 DE                                       |
| Funktionsprinzip                | Viertakt-Dieselmotor                            | Viertakt-Dieselmotor                            | Viertakt-Dieselmotor                            |
| Kühlung                         | Wasserumlaufkühlung                             | Wasserumlaufkühlung                             | Wasserumlaufkühlung                             |
| Startvorrichtung                | Benzinstart, Handkurbel                         | Druckluftstart                                  | Anlasserstart                                   |
| Gemischaufbereitung             | Vorkammereinspritzung                           | Wirbelkammereinspritzung                        | Wirbelkammereinspritzung                        |
| Einspritzpumpe                  | IFA EP 453                                      | IFA DEP B S-171                                 | IFA DEP B S-171                                 |
| Einspritzdruck                  | 1 kN/cm²                                        | 1 kN/cm²                                        | 1 kN/cm²                                        |
| Verdichtungsverhältnis          | 17:1                                            | 17:1                                            | 17:1                                            |
| Bohrung × Hub                   | 105 × 145 mm                                    | 105 × 145 mm                                    | 105 × 145 mm                                    |
| Hubraum                         | 5022 cm³                                        | 5022 cm³                                        | 5022 cm³                                        |
| Nennleistung bei 1250 min−1     | 29,4 kW/40 PS                                   | 29,4 kW/40 PS                                   | 30,9 kW/42 PS                                   |
| Drehmoment bei 1250 min−1       | 225 Nm                                          | 225 Nm                                          | 236 Nm                                          |
| Kraftstoffverbrauch             | 320 g/kWh                                       | 320 g/kWh                                       | 320 g/kWh                                       |
| Antriebsstrang                  |                                                 |                                                 |                                                 |
| Antrieb auf                     | Hinterräder                                     | Hinterräder                                     | Hinterräder                                     |
| Reifen                          | vorn: 6,5 - 20 AS hinten: 12,75 - 28 AS         | vorn: 6,5 - 20 AS hinten: 12,75 - 28 AS         | vorn: 6,5 - 20 AS hinten: 12,75 - 28 AS         |
| Kupplung                        | Renak PF 28K                                    | Renak PF 28K                                    | Renak PF 28K                                    |
| Getriebe                        | Manuelles Fünfganggetriebe mit Rückwärtsgang    | Manuelles Fünfganggetriebe mit Rückwärtsgang    | Manuelles Fünfganggetriebe mit Rückwärtsgang    |
| Geschwindigkeiten in km/h       |                                                 |                                                 |                                                 |
| 1. Gang                         | 3,8                                             | 3,8                                             | 3,65                                            |
| 2. Gang                         | 5,0                                             | 5,0                                             | 4,82                                            |
| 3. Gang                         | 6,0                                             | 6,0                                             | 5,83                                            |
| 4. Gang                         | 9,5                                             | 9,5                                             | 9,26                                            |
| 5. Gang                         | 17,5                                            | 17,5                                            | 17,25                                           |
| R. Gang                         | 3,0                                             | 3,0                                             | 2,81                                            |
| Zugkraft                        | Auf der Straße: 19 kN Auf dem Acker: 15,4 kN    | Auf der Straße: 19 kN Auf dem Acker: 15,4 kN    | Auf der Straße: 19 kN Auf dem Acker: 15,4 kN    |
| Maße und Gewichte               |                                                 |                                                 |                                                 |
| Länge                           | 3650                                            | 3650                                            | 3390                                            |
| Breite                          | 1720                                            | 1720                                            | 1725                                            |
| Höhe                            | 2200                                            | 2200                                            | 2395                                            |
| Radstand                        | 2080                                            | 2080                                            | 2080                                            |
| Bodenfreiheit                   | 300                                             | 300                                             | 325                                             |
| Spurweite                       | vorn: 1290 mm hinten: 1390 mm                   | vorn: 1290 mm hinten: 1390 mm                   | vorn: 1290 mm hinten: 1390 mm                   |
| Wenderadius mit Lenkbremse      | 4500                                            | 4500                                            | ?                                               |
| Leergewicht                     | 3300                                            | 3300                                            | 3300                                            |
| Maximal zulässige Gesamtmasse   | 3700                                            | 3700                                            | 3700                                            |
| Maximal zulässige Achslasten    | vorn: 1200 kg hinten: 2500 kg                   | vorn: 1200 kg hinten: 2500 kg                   | vorn: 1200 kg hinten: 2500 kg                   |
| Kraftabnahme und Nebenaggregate |                                                 |                                                 |                                                 |
| Zapfwelle                       | Wegezapfwelle, fahrkupplungsabhängig, 540 min−1 | Wegezapfwelle, fahrkupplungsabhängig, 540 min−1 | Wegezapfwelle, fahrkupplungsabhängig, 540 min−1 |
| Riemenscheibenantrieb           | Optional verfügbar                              | Optional verfügbar                              | nicht vorhanden                                 |
| Hydraulik                       | nicht vorhanden                                 | nicht vorhanden                                 | Dreipunktkraftheber                             |
| Lichtmaschine                   | 12 V, 130 W                                     | 12 V, 130 W                                     | 12 V, 130 W                                     |
| Energiespeicher                 | Bleisäureakkumulator                            | Bleisäureakkumulator                            | Bleisäureakkumulator                            |
| Elektrischer Anlasser           | nicht vorhanden                                 | nicht vorhanden                                 | 24 V, 2942 W                                    |